# Radek Kučeřík
Radek Kučeřík (* 21. prosince 2001 Kyjov) je český lední hokejista hrající na pozici obránce.

## Život
Ve svých mládežnických letech hrával za výběry SHK Hodonín. Před sezónou 2015/2016 se stal hráčem HC Kometa Brno, nicméně stále nastupoval za mládežnické výběry. V ročníku 2018/2019 odehrál mezi muži dva zápasy za brněnský tým další dva za muže Horácké Slavie Třebíč. Většinu času strávil mezi mládežníky brněnské Komety do devatenácti let, kterým dělal kapitána. V roce 2019 patřil mezi hráče, jež si vybraly v rámci draftu kluby z NHL. Kučeříka si kluby vybraly jako 115. v pořadí a stal se hráčem Saskatoon Blades.
Již od mládežnických let patřil ke členům reprezentačních mužstev České republiky. V roce 2019 si jej vybral Václav Varaďa, trenér juniorského výběru do dvaceti let, který vybíral tým na mistrovství světa do 20 let, které se tehdy konalo v České republice.